# Valheim
Valheim är ett svenskutvecklat överlevnadsspel i vikingamiljö utvecklat av den Skövdebaserade spelstudion Iron Gate. Spelet blev snabbt populärt och fick på kort tid över 10 miljoner sålda exemplar. Spelet blev även prisbelönt under Game Developers Choice Awards i San Francisco.